# ثعلبية بصيلية
الثعلبية البصيلية نوع نباتي عشبي من جنس الثعلبية، ينتمي إلى الفصيلة النجيلية، واسمه العلمي (باللاتينية: Alopecurus bulbosus). اكتسبت اسمها بسبب وجود جعثن (عضو تخزيني يشبه البصلة) عند قاعدة النبات.

## الموئل والانتشار
موطنه المغرب العربي وتركيا ومناطق غرب حوض البحر الأبيض المتوسط.

## المراجع

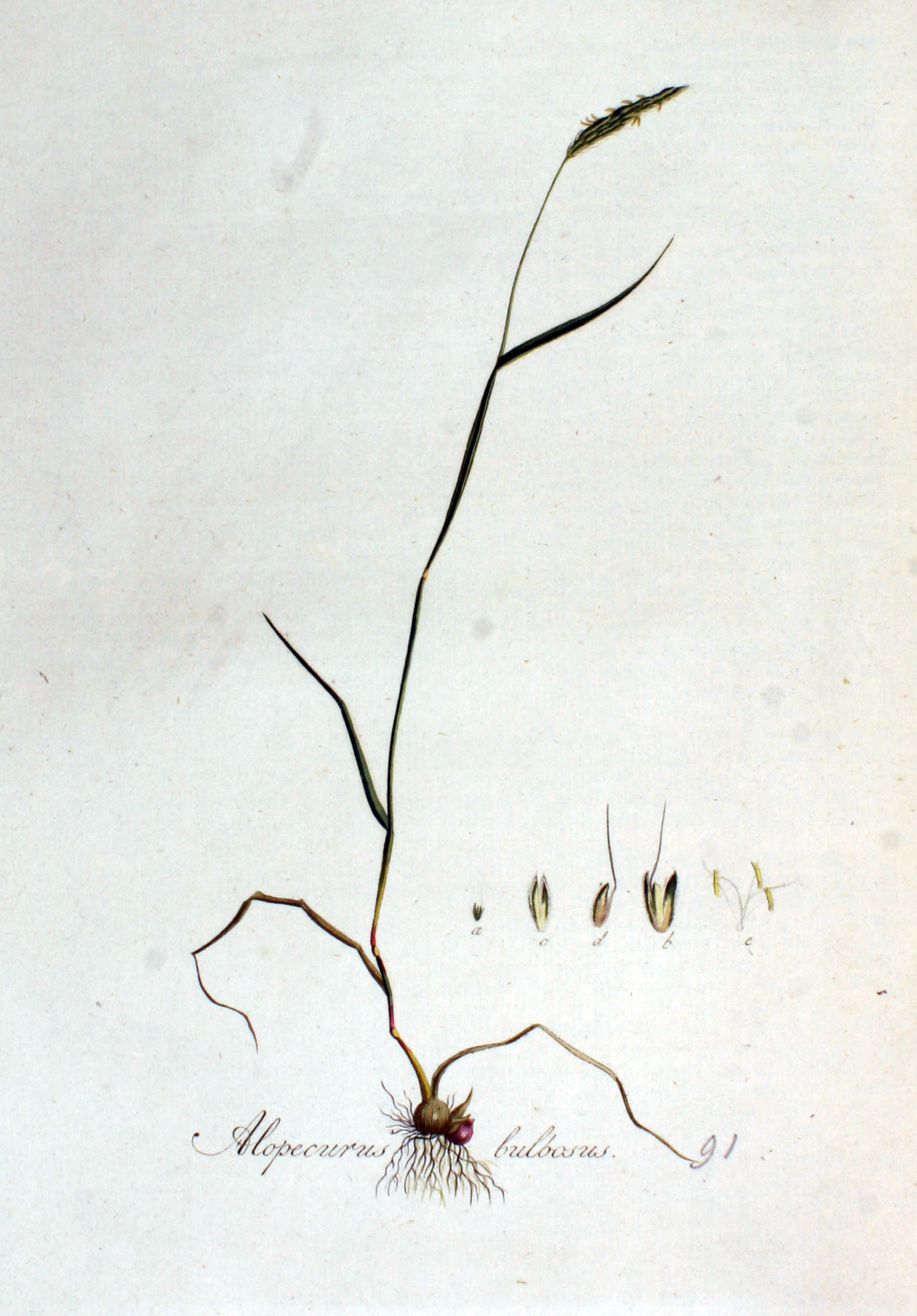
الثعلبية البصيلية